# Minut de arc
Minutul de arc sau arcminutul (simbolurile sunt arcmin, amin sau am) este o unitate de măsură unghiulară egală cu a șaizecea parte dintr-un grad. La rândul său, o secundă de arc este a șaizecea parte dintr-un minut de arc. Din moment ce un grad este definit ca fiind o trei sute șaizecime dintr-o rotație, un minut de arc este 1/21 600 dintr-o rotație, care de asemenea este aproximativ egal π⁄10,800 radiani.
Această unitate de măsură este folosită în domeniile în care trebuie utilizate măsuri ale unghiurilor foarte mici, cum ar fi astronomia, optometria, oftalmologia, optica, navigația și tir. 
Numărul minutelor de arc pătrate dintr-o sferă completă este 
{\displaystyle 4\pi \left({\frac {1}{\pi }}10\,800\right)^{2}={\frac {1}{\pi }}466\,560\,000,}
sau aproximativ 148 510 660,498 minute de arc pătrate.